# Ida (dopływ Angary)
Ida (ros. Ида) – rzeka w obwodzie irkuckim w Rosji, będąca prawym dopływem Angary. Przebiega przez teren rejonu bochańskiego. Ma długość 153 km i powierzchnię zlewni 2610 km².